# Xlemass
Xlemass (en rus: Шлемасс) és un poble de l'óblast d'Uliànovsk, a Rússia. Pertany al districte d'Inza.